# Divisional D AUF
La Divisional D, conocida popularmente simplemente como "la D" o en ocasiones Divisional D, y nombrada hasta hace poco tiempo Segunda División Amateur o Segunda División Amateur Metropolitana, es el torneo de clubes de cuarta y última categoría del fútbol uruguayo, organizado por la Asociación Uruguaya de Fútbol. Es la segunda categoría dentro del régimen amateur.
En 2021 se dio inicio a la primera edición de esta categoría, la cual se realizó de manera "experimental", ya que este primer campeonato no otorgó ascensos, pero si otorgó un premio en efectivo para el equipo ganador del campeonato. La liga está conformada únicamente por clubes metropolitanos: equipos de la ciudad de Montevideo y de otros lugares dentro de un radio de hasta un máximo de 50 kilómetros de distancia. Desde 1978 el fútbol uruguayo no contaba con cuatro divisionales.

## Historia

### Antecedentes
Los antecedentes de una Cuarta categoría de fútbol en Uruguay se remontan al período entre 1913 y 1978, con algunas intermitencias.
Desde 1942 hasta 1971, la Divisional Extra cumplió el papel de torneo de cuarta división del fútbol uruguayo. A partir de entonces, la Cuarta División pasó a corresponderle a la nueva Primera "D", torneo discontinuado que permanecería solo por siete temporadas.

### Nacimiento de la divisional
La novedad de una nueva divisional y las expectativas de que fuese realmente amateur, generó que clubes manifestaran su voluntad de ser tenidos en consideración antes de la publicación de los requisitos, como Artigas de Sauce, Urupan de Pando, Durazno F.C., San Lorenzo de San José, Marconi, Porongos de Flores, Nuevo Casabó y CA Rápido La Teja.
Finalmente, a pesar del interés que generó la idea de una cuarta división local, el hecho de que solo fuese Metropolitana, que no obtuviera ascensos con la "C" (Primera División Amateur) y los altos requisitos para clubes completamente emergentes y amateur (tales como un proyecto deportivo, un proyecto social de impacto barrial —que a clubes amateur de la "C" no se les exige—, aspectos legales, una suma de 5.000 dólares como adelanto para inscribirse, tener un estadio propio o arrendar uno y afrontar los gastos operativos de organizar sus partidos), derivó que las escasas solicitudes presentadas fueran mayoritariamente por clubes con énfasis en lo social más que en lo deportivo, y que solamente se recibieran 8 pedidos para participar.
Incluso dentro de esos 8 equipos que presentaron su solicitud, Keguay advirtió con bajarse del torneo por sus exigencias para disputarlo, pero luego finalmente reconsideró su posición. Antes de que se confirmara su participación, el club Estrella Roja de Parque del Plata, de la Liga Regional del Este, se ofreció a reemplazarlo.

### Desarrollo
La primera edición (2021) fue una edición "experimental" sin ascensos. Participaron los 8 equipos fundadores: Cinco Esquinas de Pando (ex club de OFI), Cooper (club que retornó a la competencia de AUF luego de 41 años de ausencia), Deutscher (nuevo proyecto que tomó como referencia a uno de los antiguos clubes fundadores de la AUF), Hacele Un Gol a La Vida (proyecto social impulsado por el futbolista Robert Carmona de combate a las drogas), Keguay de Toledo (club que ya participaba en fútbol femenino), Paso de la Arena (regresando luego de 61 años de ausencia), Rincón (proyecto del empresario Pablo Boselli) y Unión de San José (nuevo club con base en Ciudad del Plata). Cooper fue el campeón al derrotar a Paso de la Arena en la final por 4 a 0.
Al año siguiente Cooper fue nuevamente el campeón, y obtuvo el ascenso a Primera Amateur, premio que se había logrado incorporar para el campeonato de ese año. Participaron 12 equipos, incorporándose 4 nuevas instituciones: Academia (proyecto liderado por Leonardo Blanco), Deportivo C.E.M. (rama deportiva del Centro Evanélico Mundial), Estudiantes del Plata (proyecto liderado por Marsol Arias, una escisión de las formativas del Club Parque del Plata) y Lito (histórico club regresando a la competencia AUF luego de 75 años). Keguay resultó desafiliado por un año, debido a finalizar último.
En 2023 se incorporó otro equipo de Toledo: Dilio Sport. Además también se sumaron Melilla, Nuevo Casabó y Real Montevideo. El campeón fue Lito, al derrotar en la final 2-0 a Rincón. Al año siguiente el número de participantes disminuye a 12 con el retorno de Keguay únicamente como novedad.
El campeonato de 2025 es el que obtuvo la mayor atención mediática debido a la incorporación del Deportivo LSM, proyecto liderado por Luis Suárez junto a Lionel Messi. Además se incorporaron a la divisional: LIFFA de Maldonado (club representante de la Liga Fernandina de Fútbol Amateur sustituyendo a Hacele Un Gol A La Vida, al generar una SAD que adquirió el "activo fútbol" de ese club) y Los Gorriones de Piedras Blancas (tradicional club dedicado al baby fútbol que también ingresa con el respaldo de una SAD), llegando a 14 participantes. Por primera vez, la divisional cuenta en esta temporada con 2 ascensos a la categoría superior.

## Equipos participantes

### Temporada actual (2025)
Se confirmó que la temporada 2025 será disputada por 14 equipos, y contará con 2 ascensos a Primera Divisional C. Para esta temporada se incorporaron 3 equipos: Deportivo LSM (proyecto liderado por Luis Suárez junto a Lionel Messi), LIFFA Club (club que es una continuidad del proyecto de la Liga Fernandina de Fútbol Amateur) y el Club Atlético Los Gorriones (tradicional club dedicado al baby fútbol en la zona de Piedras Blancas). 
Datos hasta antes del inicio del torneo (estadísticas al finalizar la temporada anterior).
| Ban. | Esc. | Equipo                | Ciudad             | Zona               | Fundación               | Temp. | Temp. Cons. | Títulos | Subtítulos | 2024 |
| ---- | ---- | --------------------- | ------------------ | ------------------ | ----------------------- | ----- | ----------- | ------- | ---------- | ---- |
|      |      | Academia              | Montevideo         | Casavalle          | 16 de marzo de 2022     | 3     | 3           | —       | —          | 10°  |
|      |      | Montevideo Boca Jrs.  | Montevideo         | Abayubá            | 18 de febrero de 2023   | 2     | 2           | —       | —          | 11°  |
|      |      | Deportivo C.E.M.      | Montevideo         | Flor de Maroñas    | 15 de noviembre de 2021 | 3     | 3           | —       | —          | 9°   |
|      |      | Deportivo LSM         | Ciudad de la Costa | Ciudad de la Costa | 27 de mayo de 2025      | —     | —           | —       | —          | —    |
|      |      | Dilio Sport           | Toledo             | Toledo             | 19 de mayo de 2022      | 2     | 2           | —       | —          | 8°   |
|      |      | Estudiantes del Plata | Ciudad de la Costa | Ciudad de la Costa | 5 de enero de 2022      | 4     | 4           | —       | —          | 6°   |
|      |      | LIFFA Club            | Maldonado          | Maldonado          | aprox. 2024             | —     | —           | —       | —          | —    |
|      |      | Los Gorriones         | Montevideo         | Piedras Blancas    | 10 de octubre de 1960   | —     | —           | —       | —          | —    |
|      |      | Keguay                | Toledo             | Toledo             | 25 de agosto de 2000    | 3     | 1           | —       | —          | 5°   |
|      |      | Melilla               | Montevideo         | Melilla            | 5 de septiembre de 2017 | 2     | 2           | —       | —          | 7°   |
|      |      | Nuevo Casabó          | Montevideo         | Nuevo Casabó       | 1 de enero de 2021      | 2     | 2           | —       | —          | 12°  |
|      |      | Paso de la Arena      | Montevideo         | Paso de la Arena   | 1 de septiembre de 1949 | 4     | 4           | —       | 2          | 2°   |
|      |      | Real Montevideo       | Montevideo         | Manga              | 8 de marzo de 2023      | 2     | 2           | —       | —          | 4°   |
|      |      | Rincón                | Ciudad de la Costa | Ciudad de la Costa | 14 de noviembre de 2005 | 4     | 4           | —       | 1          | 7°   |

### Historial de participaciones
Listado de los clubes que participaron de esta divisional desde la primera edición de 2021.
| Equipos                 | Part. | 21 | 22  | 23  | 24  |
| ----------------------- | ----- | -- | --- | --- | --- |
| Academia                | 3     |    | 4°  | 9°  | 10° |
| Montevideo Boca Jrs.    | 2     |    |     | 11° | 11° |
| Cinco Esquinas          | 2     | 4° | 8°  |     |     |
| Cooper                  | 2     | 1° | 1°  |     |     |
| Deportivo C.E.M.        | 3     |    | 10° | 12° | 9°  |
| Deutscher               | 4     | 6° | 6°  | 10° | 1°  |
| Dilio Sport             | 2     |    |     | 7°  | 8°  |
| Estudiantes del Plata   | 3     |    | 5°  | 4°  | 6°  |
| Hacele un gol a la vida | 3     | 8° | 11° | 13° |     |
| Keguay                  | 3     | 7° | 12° |     | 5°  |
| Lito                    | 2     |    | 2°  | 1°  |     |
| Melilla                 | 2     |    |     | 6°  | 7°  |
| Nuevo Casabó            | 2     |    |     | 8°  | 12° |
| Paso de la Arena        | 4     | 2° | 3°  | 3°  | 2°  |
| Real Montevideo         | 2     |    |     | 5°  | 4°  |
| Rincón                  | 4     | 3° | 7°  | 2°  | 3°  |
| Unión de San José       | 2     | 5° | 9°  |     |     |

Notas:
1. ↑  La fecha de fundación de Estudiantes del Plata es discutible porque debería rondar entre los meses de mayo y junio de 2022; fechas posteriores a la desvinculación del gerenciamiento que trabajaba en Parque del Plata y formara el nuevo club. Sin embargo el club utiliza el 5 de enero como fecha simbólica.
2. 1 2  LIFFA Club ocupa la plaza de Hacele Un Gol A La Vida, al generar una SAD que adquirió su representación deportiva en la AUF.
3. ↑  El 1 de mayo de 2008 es la fecha de fundación de la L.I.F.F.A. (Liga Fernandina de Fútbol Amateur) como liga de fútbol. Se desconoce la fecha de fundación del LIFFA Club (fecha de creación de la SAD que adquirió la plaza de Hacele Un Gol A La Vida).

## Palmarés
| Temporada | Equipos | Campeón    | Subcampeón       | Goleador                                                                         |
| --------- | ------- | ---------- | ---------------- | -------------------------------------------------------------------------------- |
| 2021      | 8       | Cooper     | Paso de la Arena | Atilio Álvez - 3 (Rincón de Carrasco) Ignacio Rodríguez - 3 (Rincón de Carrasco) |
| 2022      | 12      | Cooper     | Lito             | Lucas Vignone - 14 (Lito)                                                        |
| 2023      | 13      | Lito       | Rincón           | Álvaro Fernández - 12 (Rincón de Carrasco) John Álvarez - 12 (Paso de la Arena)  |
| 2024      | 12      | Deutscher  | Paso de la Arena | Gerónimo Blanco - 14 (Estudiantes del Plata)                                     |
| 2025      | 14      | en disputa | en disputa       | en disputa                                                                       |

### Títulos por equipo
| Equipo           | Departamento | Campeón | Subcampeón | Años títulos |
| ---------------- | ------------ | ------- | ---------- | ------------ |
| Cooper           | Montevideo   | 2       | 0          | 2021, 2022   |
| Lito             | Montevideo   | 1       | 1          | 2023         |
| Deutscher        | Montevideo   | 1       | -          | 2024         |
| Paso de la Arena | Montevideo   | 0       | 2          | -            |
| Rincón           | Canelones    | 0       | 1          | -            |